# 董玲
董玲（1962年7月—），女，汉族，北京人，中华人民共和国政治人物，现任宁夏回族自治区人大常委会副主任，宁夏回族自治区妇女联合会主席、党组书记。